# Riccardo Palanti
Riccardo Palanti, all’anagrafe Riccardo Giuseppe Giovanni Palanti (Casalbuttano ed Uniti, 17 ottobre 1893 – Brescia, 5 dicembre 1978), è stato un pittore e decoratore italiano.

## Biografia
Di origini cremonesi, la sua famiglia si trasferì a Milano nel 1909, dove Riccardo ebbe l'occasione di frequentare l'Accademia di Brera. In gioventù si unì ai soccorritori che si recavano in Sicilia dopo il grande terremoto di Messina e successivamente fu un tenente del Genio militare durante la prima guerra mondiale, ove ricevette diverse decorazioni. Fu congedato con il grado di Capitano.
Dalla moglie Olga Romanenghi ebbe i figli Giuseppe Enzo e Olimpio. Giuseppe Palanti e Mario Palanti erano suoi cugini (figli del fratello del padre). In seguito al bombardamento della casa ove abitava nel 1943 fu costretto a lasciare Milano insieme alla famiglia. Rientrato, rimase a Milano fino al 1955, anno in cui fece ritorno a Casalbuttano. Nel 1964 insieme alla famiglia si trasferisce a Brescia, città in cui è sepolto nel locale Cimitero monumentale.
Insieme al fratello Paolo fu attivo come pittore decoratore in Lombardia fino agli anni '50 del '900, anche se la sua opera venne svolta per la maggior parte nelle province di Milano e Cremona.

## Onorificenze

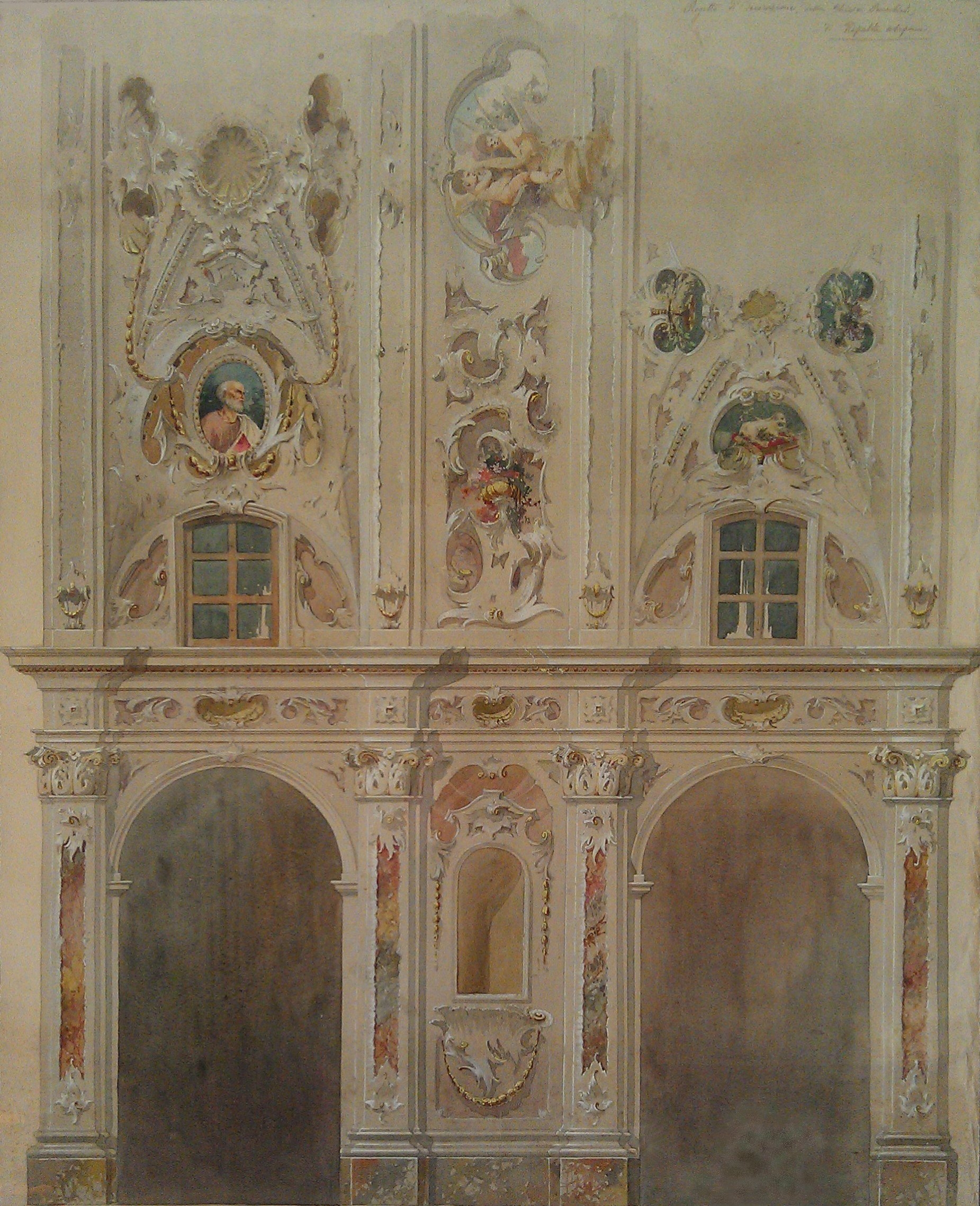
Riccardo Palanti, Studio di decorazione della chiesa di Ripalta Arpina, datazione incerta
acquarello su carta, cm 78x64